# 新海丈夫
新海 丈夫（しんかい たけお、1946年1月15日 - ）は、日本の俳優。長野県出身。いくよ事務所所属。劇団NLT出身。身長175cm。東洋大学卒業。
刑事ドラマなどで悪役を演じた。

## 出演作品

### テレビドラマ
- 人造人間キカイダー （1972年、NET / 東映）
  - 第6話「ブラックホースが死刑場でまつ」 - バスの乗客
  - 第24話「魔性の女?? モモイロアルマジロ」 - 捕虜
- 仮面ライダーシリーズ（MBS / 東映）
  - 仮面ライダーV3 第25話「怪奇!! デストロンレインジャー部隊」（1973年） - 登山パーティー
  - 仮面ライダー (スカイライダー) 第19話「君も耳をふさげ! オオカミジン殺しの叫び」（1980年） - トレンチコートの男（オオカミジン）
  - 仮面ライダースーパー1 第3話「行け! 地の果て ドグマの黄金郷」（1980年） - 青鬼指揮官
- ウルトラシリーズ（TBS / 円谷プロ）
  - ウルトラマンタロウ 第32話「木枯し怪獣! 風の又三郎」（1973年） - 教師 ※第31話に誤クレジット
  - ウルトラマン80 第35話「99年目の竜神祭」（1980年） - 火吹き男（ファイヤードラコ）※新海文夫と誤記
- 白い牙（1974年、NTV）
- スーパー戦隊シリーズ（NET→ANB / 東映）
  - 秘密戦隊ゴレンジャー 第19話「青い火花! 海に浮かぶスパイ戦線」（1975年） - ミス・サファイヤの手下
  - 光戦隊マスクマン（1987年）
    - 第1話「美しき謎の逃亡者」 - 第3話「未知への第一歩!」 - 地帝王ゼーバ
    - 第16話「必殺! 炎のバラバ」 - 車翔吾
- 悪魔のようなあいつ 第17話（1975年、TBS）
- お耳役秘帳 第14話「引き裂かれた肌」（1976年、KTV / 歌舞伎座テレビ） - 直八
- 太陽にほえろ!（東宝 / NTV）
  - 第216話「テキサスは死なず!」（1976年） - 拳銃密造団の一味
  - 第233話「狙撃」（1977年） - 狙撃手
  - 第337話「偽装」（1979年） - 井沢博
  - 第677話「あなたを告訴する!」（1985年） - 上村義夫
- 横溝正史シリーズ「犬神家の一族」（1977年、MBS / 大映 / 映像京都） - 猿蔵
- 華麗なる刑事 第5話「10カウントゴングを鳴らすな」（1977年、東宝 / CX） - 牛川（殺し屋）
- 海は甦える（1977年、TBS）
- 噂の刑事トミーとマツ 第1シリーズ 第19話「女抱きつきスリ大騒動」（1980年、TBS）
- 旅がらす事件帖 第5話「お助け米のお通りだぁ」（1980年、KTV / 国際放映） - 亥之助
- 関ヶ原（1981年、TBS）
- 闇を斬れ 第20話「本日鬼退治にて候」（1981年） - 大槻伝次郎
- 桃太郎侍 第237話「べらんめえ箱入り娘」（1981年、NTV）
- 同心暁蘭之介 第36話「殺しの影」（1982年7月、NTV）
- 火曜サスペンス劇場 （NTV）
  - 密室航路（1983年） - 岩城芳雄
  - 白昼の囚人（1985年）
- ザ・ハングマンシリーズ（ABC / 松竹芸能）
  - ザ・ハングマンII 第5話「結婚殺人の甘い汁」（1982年） - 力石
  - 新ハングマン 第21話「復讐する女の標的は黒いミサイル」（1984年） - 権藤の部下
  - ザ・ハングマンV 第8話「みなしご小学生が大金持ちにさせられる!」（1986年） - 水野秀一
  - ザ・ハングマン6 第8話「塀の中から恋人の復讐に脱走!」（1987年） - 相沢
- 暴れん坊将軍シリーズ（ANB / 東映）
  - 吉宗評判記 暴れん坊将軍 第201話「酔いどれ十手一番手柄」（1982年） - 金子弥太郎
  - 暴れん坊将軍II
    - 第42話「初春はめでたや大江戸囃子」（1984年） - 伊吹左門
    - 第81話「夢は盗っ人大明神!」（1984年） - 赤城
    - 第138話「お城を拾ったどら娘!」（1986年） - 滝口又平
    - 第157話「悲しい嘘に惚れた奴!」（1986年） - 月影
- アイコ16歳 第2話（1982年、TBS）
- 西部警察 PART-III 第31話「思い出さがし」（1983年、石原プロ / ANB） - 総会屋幹部
- 新大江戸捜査網 第13話「花と嵐と鉄拳一家」（1984年、TX / ヴァンフィル） - 須藤
- 必殺仕事人IV 第30話「勇次 投げ縄使いと決闘する」（1984年、ABC / 松竹） - 筧十蔵
- 特捜最前線（ANB / 東映）
  - 第391話「遺留品ナンバー4号の謎!」（1984年）
  - 第447話「約束・消えた女囚!」（1986年）
- そして戦争が終った（1985年、TBS） - 塚本中佐
- 土曜ワイド劇場（ANB）
  - 佐渡が島殺人事件（1986年、ABC）
  - 妖しいメロディの美女 江戸川乱歩の「仮面の恐怖王」（1986年）
  - ラーメン刑事「龍」の殺人推理(3)（2002年、ABC / 大映テレビ） - 権藤誠（松波会幹部）
- 誇りの報酬 第42話「狙撃者は誰をねらったか」（1986年、NTV / 東宝） - 古沢（響組幹部）
- あぶない刑事（NTV / セントラル・アーツ）
  - 第9話「迎撃」（1986年） - 斎藤
  - 第46話「脱出」（1987年） - 森下（銀星会）
- セーラー服反逆同盟 第18話「20億円の夢! シンデレラ騒動」（1987年、NTV） - 金坂の部下
- うわさの二人（1988年、CX）
- あきれた刑事 第17話「同級生は危険な女」（1988年、NTV / セントラル・アーツ） - 熊野商事構成員（青シャツ）
- もっとあぶない刑事 （NTV / セントラル・アーツ）
  - 第2話「攻防」（1988年） - 野口（銀星会幹部）
  - 第20話「迷惑」（1989年） - 笞原（銀星会）
- 鬼平犯科帳 第1シリーズ 第25話（1990年、CX）
- 特警ウインスペクター 第43話「爆弾になった少年」（1990年、ANB / 東映） - 岩城剛 ※新海文夫と誤記
- 女無宿人 半身のお紺 第12話「鈴も一緒に棄てました」（1991年、TX）
- 加賀百万石（1999年、NHK）
- 元禄繚乱（1999年、NHK大河ドラマ）
- 水戸黄門 第32部 第15話「おいらの馬は日本一 -三春-」（2003年、TBS） - 甚五郎
- 夜盗（2005年、TBS）

### 映画
- 火の鳥（1978年、東宝）
- 戦国自衛隊（1979年、東宝） - 景虎の側近
- 冒険者カミカゼ -ADVENTURER KAMIKAZE- （1981年、東映） - 日高
- 花と蛇 究極縄調教（1987年、日活）

### オリジナルビデオ
- 新書ワル3 激情篇（1993年）